# Челсі (переписна місцевість, Вісконсин)
Челсі (англ. Chelsea) — переписна місцевість (CDP) в США, в окрузі Тейлор штату Вісконсин. Населення — 106 осіб (2020).

## Географія
Челсі розташоване за координатами 45°17′34″ пн. ш. 90°18′19″ зх. д. / 45.29278° пн. ш. 90.30528° зх. д. (45.292855, -90.305354).  За даними Бюро перепису населення США в 2010 році переписна місцевість мала площу 1,20 км², уся площа — суходіл.

## Демографія
Згідно з переписом 2010 року, у переписній місцевості мешкало 113 осіб у 43 домогосподарствах у складі 31 родини. Густота населення становила 94 особи/км².  Було 51 помешкання (43/км²).
Расовий склад населення:
| - 99,1 % — білих |

До двох чи більше рас належало 0,0 %. Частка іспаномовних становила 0,9 % від усіх жителів.
За віковим діапазоном населення розподілялося таким чином: 23,9 % — особи молодші 18 років, 59,3 % — особи у віці 18—64 років, 16,8 % — особи у віці 65 років та старші. Медіана віку мешканця становила 37,8 року. На 100 осіб жіночої статі у переписній місцевості припадало 79,4 чоловіків;  на 100 жінок у віці від 18 років та старших — 87,0 чоловіків також старших 18 років.
Середній дохід на одне домашнє господарство  становив 45 226 доларів США (медіана — 40 625), а середній дохід на одну сім'ю — 51 870 доларів (медіана — 43 750). Медіана доходів становила 37 083 долари для чоловіків та 28 438 доларів для жінок. За межею бідності перебувало 3,7 % осіб, у тому числі 0,0 % дітей у віці до 18 років та 6,9 % осіб у віці 65 років та старших.
Цивільне працевлаштоване населення становило 36 осіб. Основні галузі зайнятості: виробництво — 30,6 %, освіта, охорона здоров'я та соціальна допомога — 19,4 %, будівництво — 19,4 %.